# منطق ترانزیستور-ترانزیستور

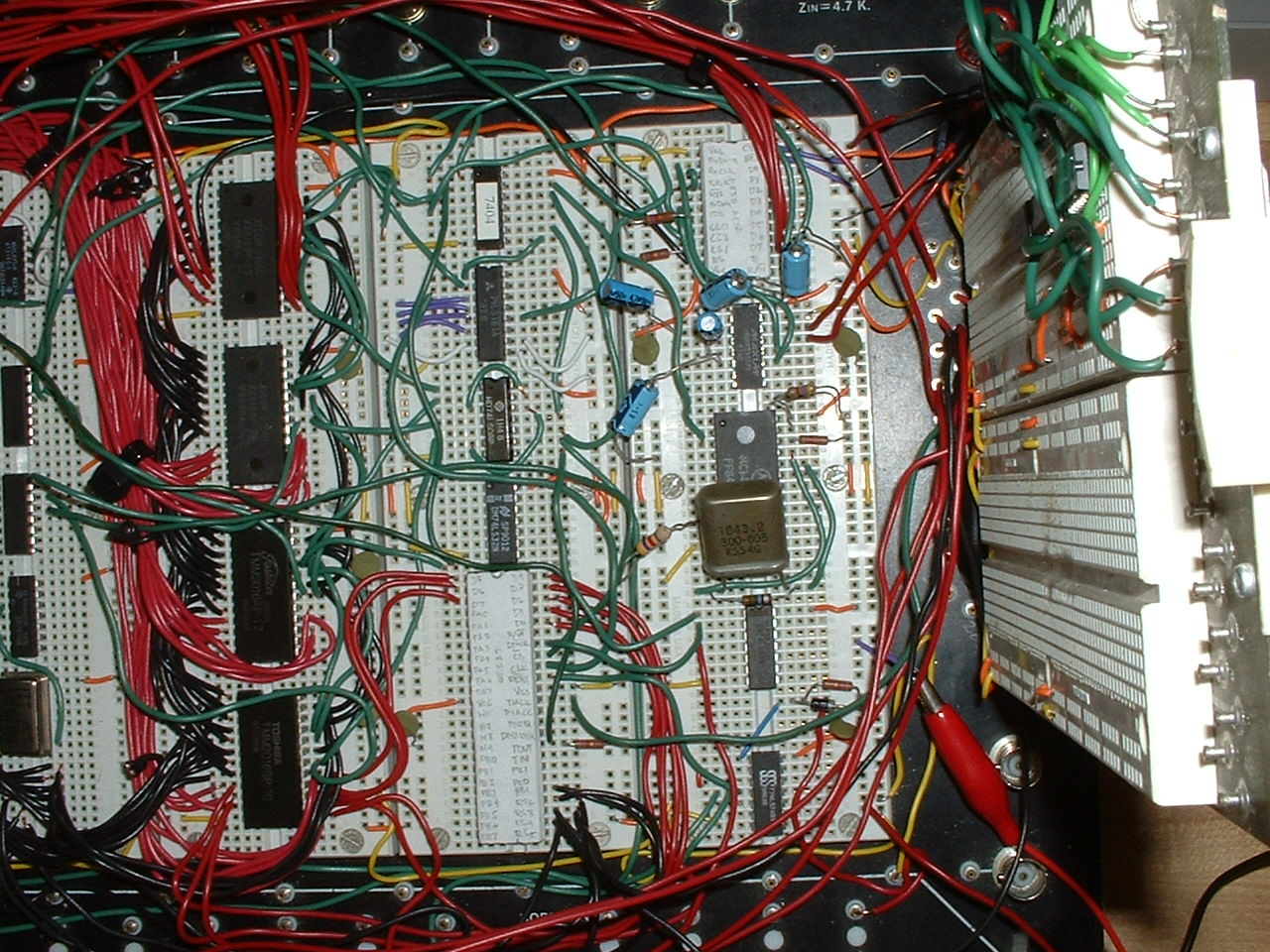
موتورولا ۶۸۰۰۰ - رایانه پایه با تراشه‌های تی‌تی‌ال متنوع بر روی چند تخته مدار سوار شده است.

منطق ترانزیستور-ترانزیستور (به انگلیسی: transistor–transistor logic) به اختصار تی‌تی‌ال (به انگلیسی: TTL)، یک کلاس از مدارهای منطقی ساخته شده از ترانزیستورهای دوقطبی پیوندی و مقاومت‌ها می‌باشد. نامیده شدن تحت عنوان منطق ترانزیستور-ترانزیستور به خاطر این است که هم عمل منطقی (به عنوان مثال عمل AND) و هم عمل تقویت کردن توسط ترانزیستورها انجام می‌گیرید. (برخلاف منطق مقاومت-ترانزیستور و منطق دیود-ترانزیستور)
تی‌تی‌ال برای ایجاد خانواده تراشه (به انگلیسی: IC) که کاربرد زیادی دارد مثلاً در، رایانه، کنترل‌های صنعتی، تجهیزات تست و ابزار دقیق، لوازم الکتریکی مصرفی، سینتی‌سایزر و غیره قابل توجه است. نقش تی‌تی‌ال گاهی برای در نظر گرفتن تی‌تی‌ال سازگار با منطق، حتی زمانی که با مدار مجتمع تی‌تی‌ال مشارکت مستقیم نداشته باشد، استفاده می‌شود. برای مثال به عنوان برچسب بر ورودی و خروجی ابزارهای الکترونیکی هست.

## تاریخچه
تی‌تی‌ال توسط جیمز ال. بویی از تی‌آردابلیو در سال ۱۹۶۱ اختراع شد و در ابتدا منطق ترانزیستور-جفت ترانزیستور (به انگلیسی: transistor-coupled transistor logic (TCTL)) نامیده شد. اولین دستگاه تجاری تراشه تی‌تی‌ال توسط شرکت سیلونیا در سال ۱۹۶۳ تولید شد و خانواده منطق رده بالا جهانی سیلونیا نام گرفت. این قطعه از سیلوینا برای هدایت موشوک فینیکس مورد استفاده قرار گرفت. تی‌تی‌ال بعد از معرفی سری تراشه‌های ۵۴۰۰ توسط تگزاس اینسترومنتز با درجه حرارت نظامی در سال ۱۹۶۴ در طراحی الکترونیک متداول شد، سپس در سال ۱۹۶۶ سری ۷۴۰۰ باریکتر و در بسته‌های پلاستیکی ارزان معین شد.
اصطلاح TTL برای بسیاری از تولیدات موفق منطق bipolar دارای پیشرفتهای تدریجی در سرعت و اتلاف توان در حدود دو دهه به کار گرفته شد.